# 1858 au Canada
Pour un article plus général, voir Chronologie du Canada.
Cet article traite des événements qui se sont produits durant l'année 1858 au Canada.

## Événements

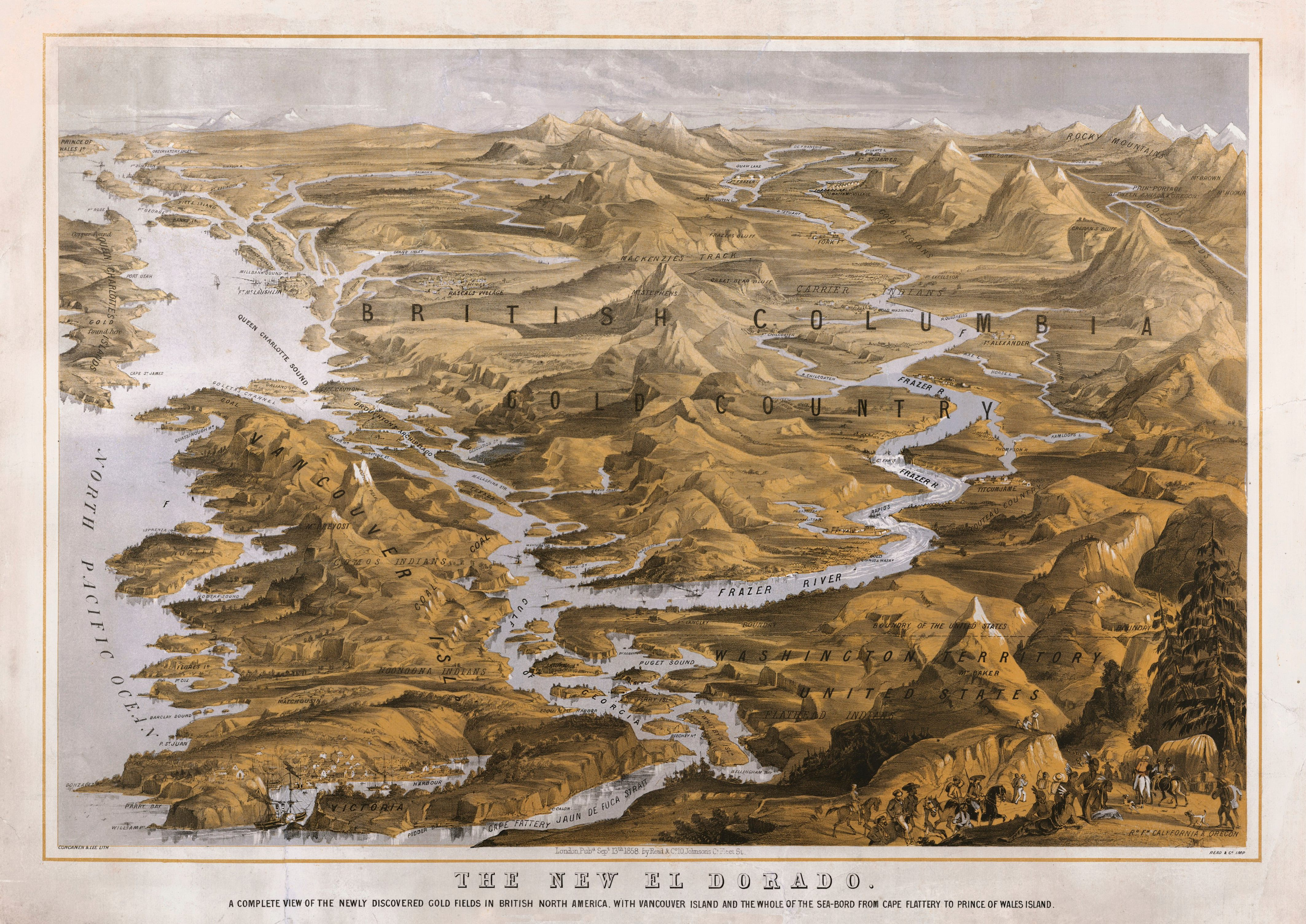
Carte de la ruée ver l'or en Colombie-Britannique

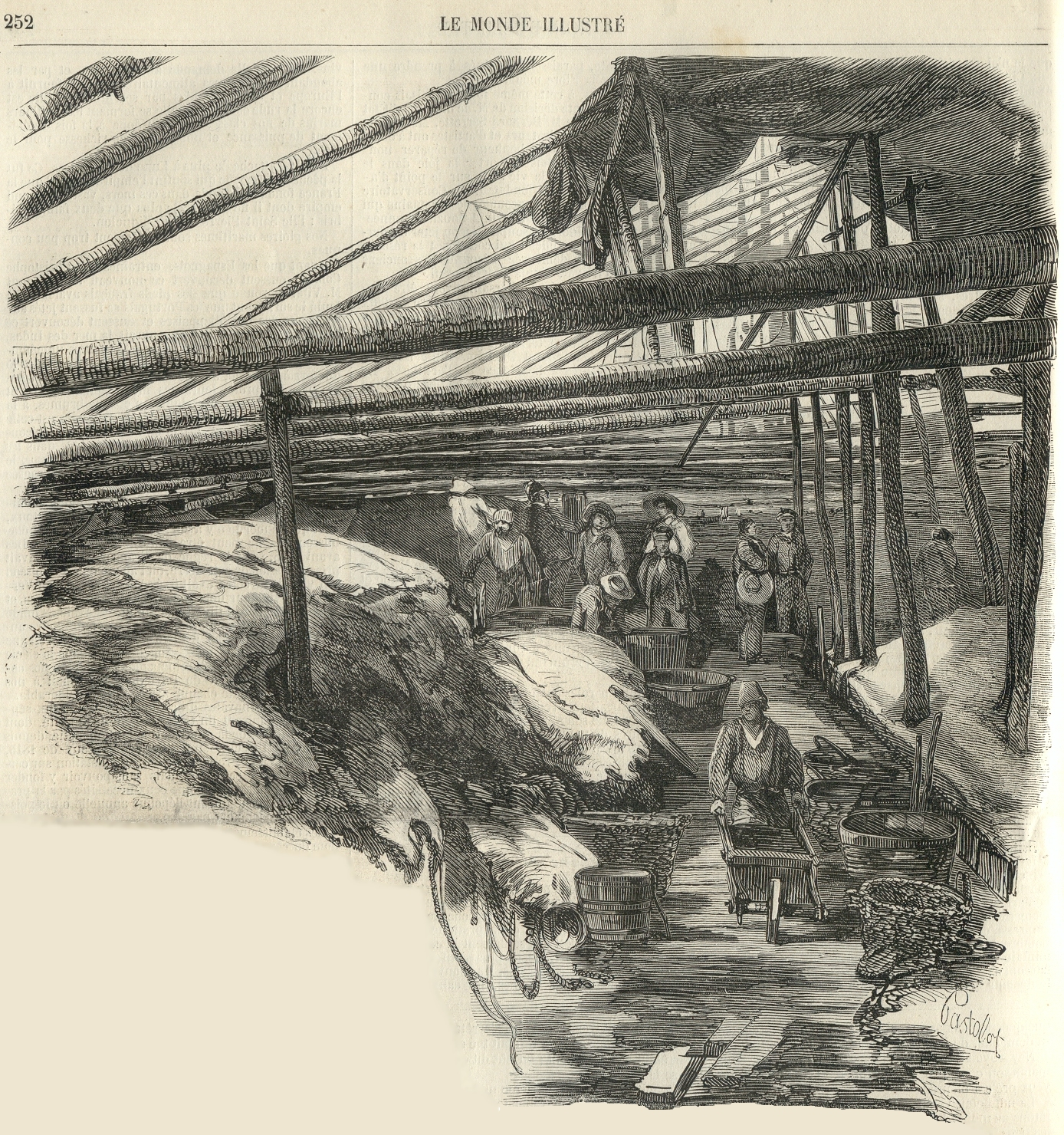
La pêche de la morue à Terre-Neuve en 1858

- 25 février : ouverture du Sixième parlement de la province du Canada.
- 2 août : fondation par les Britanniques de la Colonie de Colombie-Britannique. La Compagnie de la Baie d'Hudson doit s’incliner devant l’afflux de chercheurs d’or dans les Montagnes Rocheuses (Ruée vers l'or du canyon du Fraser en 1857-1858). Sa capitale en est New Westminster.

## Naissances
- 23 mai : Thomas Chapais (écrivain et politicien) († 15 juillet 1946)
- 29 octobre : Charles Ramsay Devlin (politicien)   († 1er mars 1914)

## Voir aussi

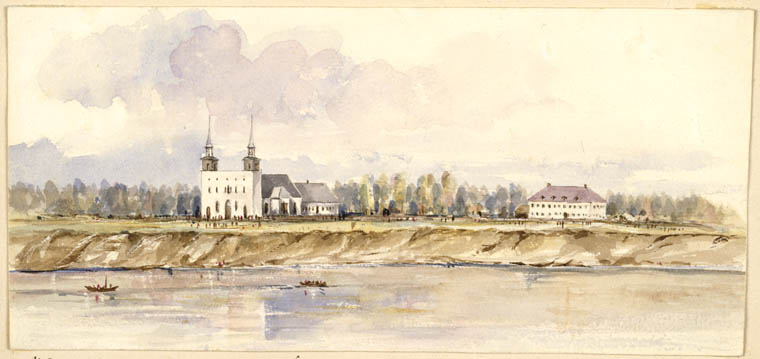
Saint-Boniface à la colonie de la Rivière Rouge

## Décès
- x